# 박초양
박초양(朴初陽, 1873년 ~ ?)은 일제강점기 때의 군수이다.

## 생애
1873년 5월 무안감리서 주사를, 6월 외부 조사를, 1901년 2월 인천감리서 주사를, 같은해 11월 군부 주사를 지냈다. 1905년 2월 군수로 승진해 충청북도관찰부(1906년 10월 이후 충청북도관찰도)단양군수로 부임했다. 이어 1908년 10월 충청북도관찰도 진천군수로, 1910년 7월 회인군수로 옮겼다.
합병 후, 1910년 10월 충청북도 회인군수에 유임되었다. 1912년 3월 충청북도 청풍군수로 옮겼으며, 같은 해 8월 한국병합기념장을 받았다. 1914년 3월 함경남도 고월군수로 부임했다. 고원군수로 재직하던 1915년 11월 다이쇼(大正)천황 즉위기념 대례기념장을 받았고, 1917년 10월부터 1918년 3월까지는 함경남도 지방토지조사 위원회 임시위원을 맡아 일제의 토지조사사업에 협렵했다. 1918년 고원군민들에게 일본어를 보급하기 위해 고원군 공립보통학교에 야학을 설치했다. 그해 7월부터 함경남도 신흥군수로 재직하다 1923년 3월 퇴직했다. 재직 중이던 1921년 3월 훈6등 서보장을, 1928년 11월에는 쇼와(昭和)천황 즉위기념 대례기념장을 받았다.

## 참고자료
- 친일인명사전편찬위원회 (2009). 《친일인명사전》. 139쪽.